# Rhadinosaurus
Rhadinosaurus (betekent 'slanke hagedis') is een geslacht van uitgestorven nodosaurische ankylosauriërs, voor het eerst beschreven in 1881 door Harry Govier Seeley, gebaseerd op overblijfselen ontdekt in Oostenrijk ergens tussen 1859 en 1870 door Eduard Suess en Pawlowitsch. Het was een herbivoor die ongeveer 84,9 tot 70,6 miljoen jaar geleden leefde tijdens het Laat-Krijt. De typesoort is Rhadinosaurus alcimus. Het geslacht is vermoedelijk identiek aan Struthiosaurus.

## Fossielen
Het Rhadinosaurus-holotype bestaat uit één scheenbeenfragment, één ledemaatfragment, twee kuitbeenderen en twee ruggenwervels. De kuitbeenderen (PIUW 2349/34), die duidelijk ankylosaurisch zijn, werden oorspronkelijk geïdentificeerd als dijbenen in de oorspronkelijke beschrijving, maar werden uiteindelijk opnieuw geïdentificeerd in een beoordeling uit 2001 van ankylosaurische exemplaren uit de Grünbach-formatie. Sachs en Hornung (2006) her-identificeerden een van de vermeende opperarmbeenderen (PIUW 2348/35) als een scheenbeenfragment van een rhabdodontide ornithopode dinosauriër, verwijzend naar Zalmoxes sp.

## Taxonomie
Rhadinosaurus werd aanvankelijk geclassificeerd als een dinosauriër met een onzekere positie en werd later beschouwd als een ornithosuchide en als mogelijk synoniem van Doratodon, totdat Franz Nopcsa de nu populaire hypothese introduceerde die het classificeert als een waarschijnlijk jonger synoniem van Struthiosaurus.